# 杨范宅院
杨范宅院，位于中国青海省湟源县城关镇东街南小什字，为青海省市县级文物保护单位，公布日期为2001年3月13日，类型为古建筑。
杨范宅院的历史年代为清。